# Piledriver

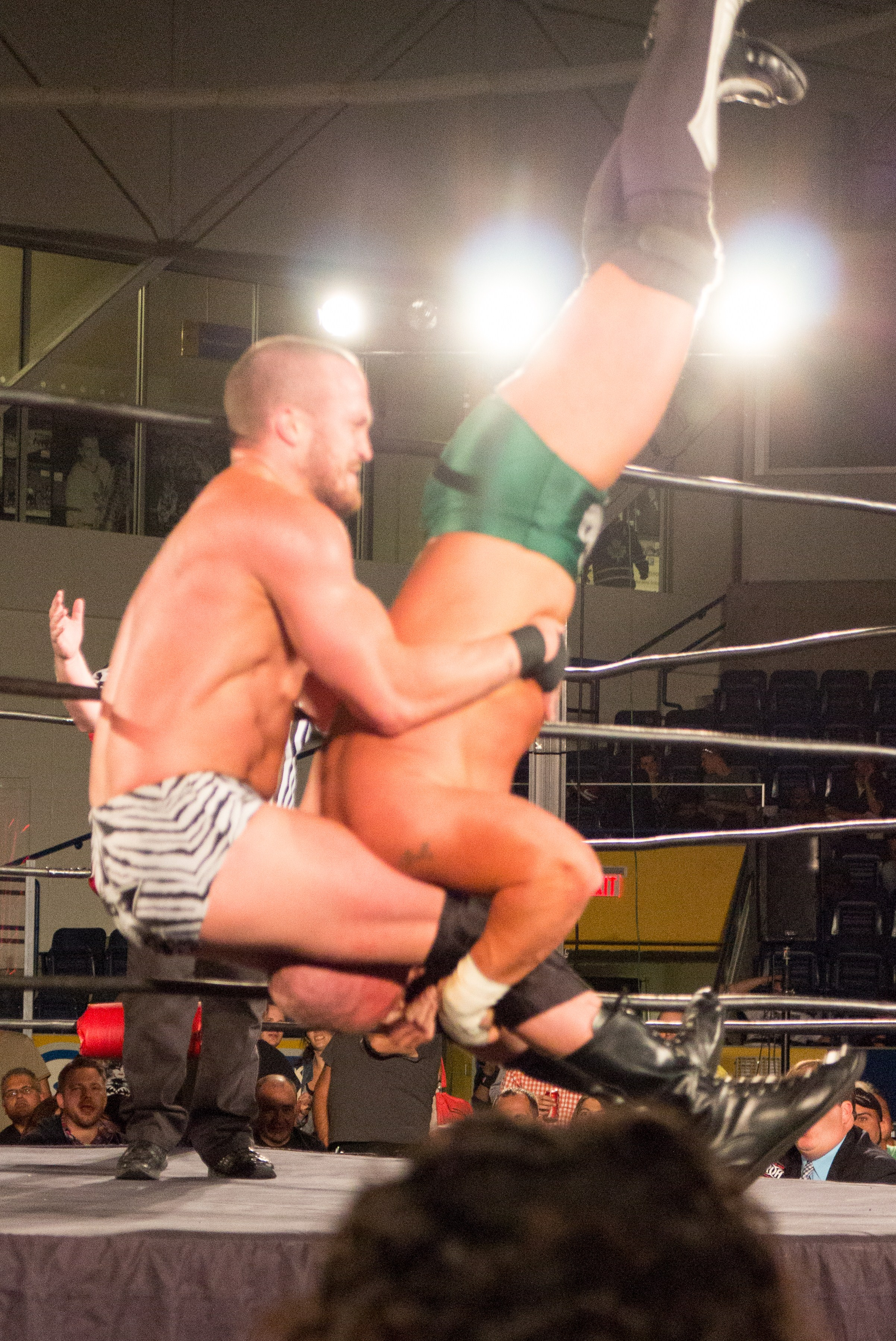

Tomstone Piledriver este o manevră de wrestling, cam dureroasă și riscantă. A fost creată prima dată de Undertaker apoi fiind preluată de Kane. Desigur, și alți wrestleri precum The Rock sau Triple H au făcut un Tombstone pe Taker,dar a fost singura dată când acești wrestleri au făcut un Tombstone. Tombstone este o mișcare executată de wrestleri profesioniști și este o manevră care dacă nu este executată corect poate provoca paralizie sau chiar moartea celui care îi este aplicată sau în cel mai fericit caz doar o fracuratre la nivelul gâtului.

## O manevră devastatoare
Foarte puține superstaruri din WWE au ieșit din Tombstone Piledriver precum Shawn Michaels, sau chiar The Undertaker, din Tomstone-ul lui Kane.